# Saulchoy-sous-Poix
Saulchoy-sous-Poix (picardisch: Chauchoy-dsou-Poé) ist eine nordfranzösische Gemeinde mit 79 Einwohnern (Stand 1. Januar 2022) im Département Somme in der Region Hauts-de-France. Die Gemeinde liegt im Arrondissement Amiens, ist Teil der Communauté de communes Somme Sud-Ouest und gehört zum Kanton Poix-de-Picardie.

## Geographie
Die Gemeinde liegt am Poix, einem kleinen Zufluss der Évoissons rund fünf Kilometer westlich von Poix-de-Picardie sowie 15 Kilometer östlich von Aumale. Die Bahnstrecke von Amiens nach Rouen durchzieht die Gemeinde (Haltepunkt in Sainte-Segrée).

## Einwohner
| 1962 | 1968 | 1975 | 1982 | 1990 | 1999 | 2006 | 2011 |
| ---- | ---- | ---- | ---- | ---- | ---- | ---- | ---- |
| 31   | 19   | 22   | 31   | 32   | 35   | 46   | 57   |

## Verwaltung
Bürgermeister (maire) ist seit 2001 Loïc Leroy.

## Sehenswürdigkeiten
- Kirche Sainte-Marie-Madeleine